# Shahrestān-e Darmīān
Shahrestān-e Darmīān (persiska: شهرستان درميان, درميان) är en delprovins (shahrestan) i Iran.   Den ligger i provinsen Sydkhorasan, i den östra delen av landet, 900 km öster om huvudstaden Teheran.
Delprovinsen hade 53 714 invånare 2016.